# Trzebieradz (powiat policki)

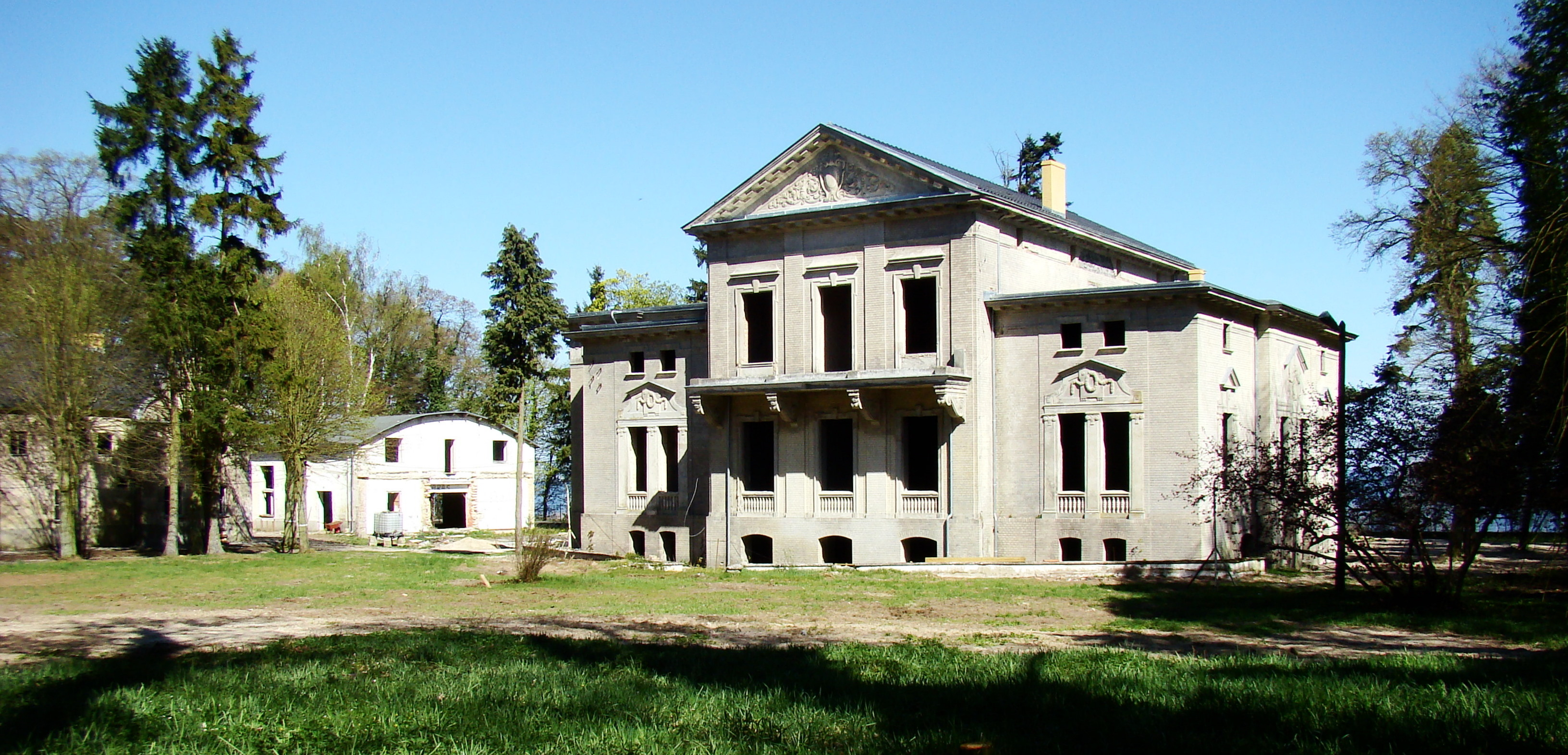
Pałac przed odbudową

Trzebieradz (do 1945 niem. Horst Försterei) – osada leśna w województwie zachodniopomorskim, w powiecie polickim, gminie Nowe Warpno, ok. 2 km na północny wschód od Brzózek.

## Historia
Pierwotnie znajdowała się tu od ok. 1767 roku leśniczówka, po 1814 r. powstała też smolarnia. 
W czasie II wojny światowej niezniszczona, osada została zajęta pod koniec kwietnia 1945 r. przez wojska radzieckie (2 Front Białoruski – 2 Armia Uderzeniowa) i została oddana po administrację polską. Od 1945 mieściła się tu placówka WOP.
Znajduje się tu pałac myśliwski z XIX wieku. Obecnie pałacyk jak i teren wokół są zdewastowane (trwa ponowna rekonstrukcja). Teren pałacu otoczony jest parkiem, który zachował się w pierwotnych granicach. Park był dawniej zakładany jako arboretum i do dziś pozostał tutaj cenny i rzadki drzewostan. W parku o powierzchni 6,19 ha rosną m.in. świerk sitkajski, jodła olbrzymia, dąb kaukaski i paproć długosz królewski. Są to rośliny chronione.
Niedaleko parku w Popielewie, nad Zalewem Szczecińskim znajduje się ośrodek wypoczynkowy Zakładów Chemicznych "Police".

### Przynależność polityczno-administracyjna
- 1815–1866: Związek Niemiecki, Królestwo Prus, prowincja Pomorze, rejencja szczecińska, powiat Randow (1816–1826), powiat Ueckermünde
- 1866–1871: Związek Północnoniemiecki, Królestwo Prus, prowincja Pomorze, rejencja szczecińska, powiat Ueckermünde
- 1871–1918: Cesarstwo Niemieckie, Królestwo Prus, prowincja Pomorze, rejencja szczecińska, powiat Ueckermünde
- 1919–1933: Rzesza Niemiecka (Republika Weimarska), kraj związkowy Prusy, prowincja Pomorze, rejencja szczecińska, powiat Ueckermünde
- 1933–1945: III Rzesza, prowincja Pomorze, rejencja szczecińska, powiat Ueckermünde
- 1945–1952: Rzeczpospolita Polska (Polska Ludowa), województwo szczecińskie, powiat szczeciński
- 1952–1975: Polska Rzeczpospolita Ludowa, województwo szczecińskie, powiat szczeciński
- 1975-1989: Polska Rzeczpospolita Ludowa, województwo szczecińskie, gmina Nowe Warpno
- 1989-1998: Rzeczpospolita Polska, województwo szczecińskie, gmina Nowe Warpno
- 1999-teraz: Rzeczpospolita Polska, województwo zachodniopomorskie, powiat policki, gmina Nowe Warpno